# Leucauge auronotum
Leucauge auronotum este o specie de păianjeni din genul Leucauge, familia Tetragnathidae, descrisă de Strand, 1907. Conform Catalogue of Life specia Leucauge auronotum nu are subspecii cunoscute.